# El recuerdo de Marnie (novela)
El recuerdo de Marnie es una novela escrita por la autora británica Joan G. Robinson, siendo publicada por primera vez en 1967 por la editorial Collins. La historia sigue a Anna, una chica joven que se muda temporalmente a Norfolk para curarse de una enfermedad. Allí, conoce a una chica misteriosa y obstinada llamada Marnie, la cual vive en una casa con vistas a las marismas. Desarrollan una relación con reservas, que llegan a apreciar con el tiempo. La novela explora los temas de la alienación, la soledad y el perdón en la niñez. Recibió críticas muy positivas, siendo alabada por la intensidad de su imaginería de la naturaleza, el equilibrio entre el humor y los momentos difíciles y su peso emocional. La historia se adaptó a la televisión en 1971 y a radio en 2006. En 2014, Studio Ghibli la adaptó en su película de animación homónima.

## Contexto
Robinson solo tenía experiencia escribiendo libros para niños muy pequeños y era conocida por su serie de libros Teddy Robinson, que seguía las relaciones fantásticas entre una niña y su osito de peluche; más tarde, por su serie Mary-Mary, centrada en la vida familiar de una pícara niña, la cual Peter Vansittart describió como "ligeramente más sofisticada". Robinson encontraba el escribir libros para niños mayores como una "escape bien recibido de la disciplina estricta en cuanto a vocabulario y la temática" de las historias para niños más pequeños.

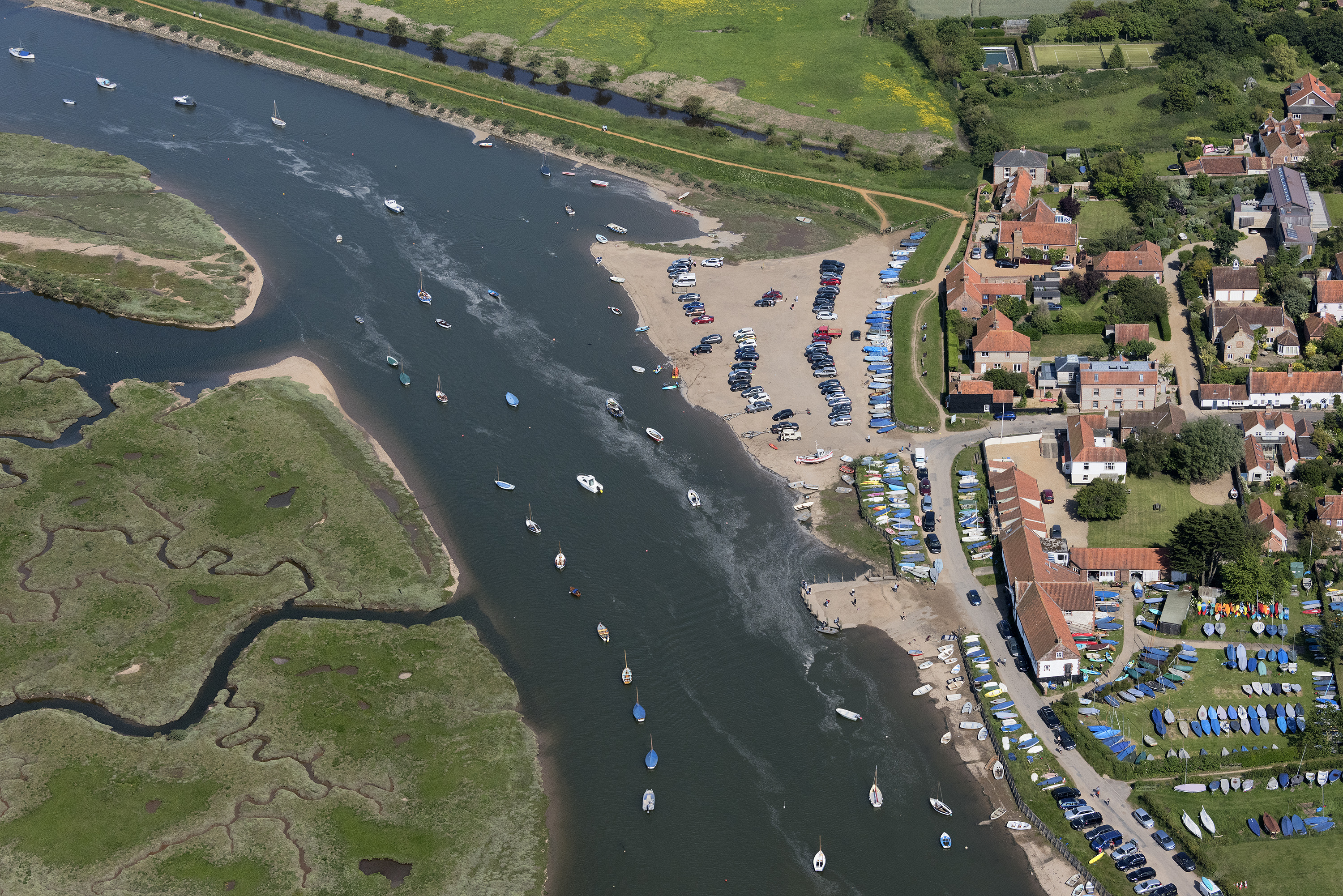
La ubicación de Burnham Overy Staithe inspiró a Robinson.

La creación de El Recuerdo de Marnie comenzó durante unas vacaciones veraniegas en familia en el pueblo costero de Burnham Overy Staithe, de acuerdo con la hija de Robinson. Robinson tuvo una larga conexión con Norfolk, y una conexión en específico con Burnhma Overy desde 1950. Las principales características naturales del lugar incluyen un arroyo y una marisma, con una playa aislada rodeada de dunas. Durante la marea baja, Robinson caminaba desde la playa a lo largo de la marisma, atenta a una cada con distintivas puertas azules y ventanas enmarcadas, llamada "El Granero". Desde la distancia, observó que la casa parecía desaparecer entre los alrededores, hasta que la luz del sol iluminaba dramáticamente su enladrillado. Se acercó a la casa y miró a través de una ventana superior, donde vio a una niña pequeña sentada, peinándose el pelo. Esta experiencia motivó a Robinson a escribir una historia.
Durante el resto de su estancia en el pueblo, pasó tiempo en las dunas escribiendo notas y creando los personajes de Anna y Marnie. La localización de Burnham Overy Staithe definió de manera directa la ambientación de la historia.  Las características de El Granero influenciaron la ficticia "Casa de la marisma" en la novela. La playa, las dunas, los prados y las rutas a través de la marisma se convirtieron en las ambientaciones principales. Robinson continuó escribiendo más notas después de ese verano, que coleccionó y desarrolló en un manuscrito en el curso de 18 meses. 

## Historia
La novela está protagonizada por Anna. La señorita Preston, su madre de acogida, se despide nerviosamente cuando Anna sube a un tren con destino Norfolk. Allí, un viejo matrimonio, los Peggs, le invitaron a una estanca en su casa al descubrir que estaba enferma. Anna reflexiona sobre su soledad y la agobiante preocupación que muestra la señorita Preston por ella. A la llegada, camina hacia un muelle cercano, desde donde ve una vieja casa al otro lado del agua, la "casa de la marisma". Durante los siguientes días, Anna pasa el tiempo en el exterior, conociendo la compañía tranquila de un pescador local, Wuntermenny, Anna se enfada cuando pelea con una chica loca, Sandra, quien ve a Anna como una inepta social. Anna encuentra un bote una noche y rema hacia la casa de la marisma, donde se encuentra a una chica de cabellos rubios llamada Marnie en el exterior de la casa.
Anna explica que es una visitante de la zona y Marnie le cuenta que vive en la casa de la marisma. La noche siguiente, Marnie encuentra a Anna y la disfraza de mendiga, invitándola a dentro de la casa, donde ocurre la fiesta lujosa que cautiva a Anna. A partir de entonces, se reúnen regularmente: Marnie le cuenta que sus padres están ausentes normalmente y que dos doncellas y una niñera le supervisan. Anna revela que es adoptada, confesando entre lágrimas que sus padres de acogida reciben una prestación por su cuidado, lo cual le genera dudas sobre su amor sincero. Marnie le promete que la querrá para siempre y admite que una doncella abusa de ella, amenazándola con encerrarla en un molino arruinado en las inmediaciones, y que tiene un primo mayor, Edward, con quien pasa algún tiempo.
Anna visita el molino sola, esperando que luego pueda asegurar a Marnie de que no da miedo, pero solo consigue que Marnie caiga aterrada y desaparezca. Con el corazón roto sale corriendo y se desmaya. Tras pasar unos días postrada en la cama, Anna se reúne con Marnie, quien se disculpa con Anna y dice que no deben verse más. Anna le perdona y se desploma en el suelo de la marisma. Wuntermenny la rescata, volviendo a la cama. Tras recuperarse, Anna se vuelve más sociable y se reconcilia con la señorita Preston cuando la visita. Conoce a una familia, los Lindsays, quienes se mudan a la casa de la marisma, y se hace amiga de una chica, Scilla.
Scilla le explica que se encontró un diario en la casa de la marisma. Leen el diario, el cual cuenta la vida diaria de Marnie. La madre de Scilla, la señorita Lindsay, interpreta el lenguaje arcaico y los eventos, estimando que el diario data de la Primera Guerra Mundial. Enseñan el diario a un amigo de la familia Lindsay, Gillie, quien les revela quien era Marnie: una amiga de la infancia, que se creció para casarse con Edward y tener una hija, Esmé. Edward murió y Esmé fue evacuada a América durante la Segunda Guerra Mundial, siendo separada de Marnie. Esmé se casó y tuvo una hija, Marianna, antes de morir en un accidente de tráfico. Marianna fue cuidada brevemente por Marnie, que murió hace varios años. Entonces, Marianna fue adoptada y recibió un cambio de nombre a Anna; esto revela que Anna es la nieta de Marnie. Anna pasa página y pasa los siguientes días con la familia Lindsay. Antes de volver a su hogar, Anna se despide de Wuntermenny y se gira mirando hacia la mansión para ver el espíritu de Marnie en la ventana despidiéndose de ella con la mano.

## Publicación
El recuerdo de Marnie se publicó por primera vez en 1967 por la editorial Collins. La primera edición estaba ilustrada por Peggy Fortnum, siendo la cubierta a color e incluyendo ilustraciones en blanco y negro a lo largo del libro, mostrando momentos de la historia. Por ejemplo, la ilustración del capítulo 18, "Cuando llegó Edward", muestra a Anna y Marnie juntas acostadas sobre hierba alta.
El libro fue reimpreso como edición de bolsillo por la editorial Armada Lions en 1971. Los derechos de traducción se vendieron en 10 países en 2016, incluyendo Japón, Italia, España y China, siendo reimpreso por HarperCollins.

## Temática
El recuerdo de Marnie se centra en la soledad de Anna, su lucha para aceptar el amor y el perdón. Robinson escribió la novela basándose en sus propias experiencias de alienación y soledad durante su infancia y declaró que se moldeó la relación entre Anna y Marnie a semejanza de la relación con su madre. Robinson se consideraba a sí misma como Anna y a su madre como Marnie, quien es descrita en la novela como una presencia esquiva con un estado emocional inalcanzable. Robinson explicó que escribir el carácter de Marnie le ayudó a perdonar a su madre y aceptar que ella era "frágil y humana".  La psicología de la adolescencia Chau-Yee Lo escribió que el momento más importante de la historia es cuando Anna perdona a Marnie antes de que le diga que no pueden verse nunca más, lo que transforma profundamente a Anna emocionalmente. Lo comentó que "para crecer, Anna tiene que renunciar a algo, dejar ir una manera vieja de relacionarse. Tiene que llorar el duelo".
El escritor Peter Vansittart escribió que la novela ayudó a consolidar la reputación de Robinson como una escritora seria, rompiendo con sus anteriores obras que fueron escritas para niños jóvenes, con su habilidad para escribir chicas jóvenes solitarias y sensibles. Vansittart describió la novela, al igual que las obras posteriores de Robinson, como ejemplar en su franqueza para mostrar el perfil psicológico de una chica que se siente incomprendida, lo arruina todo, acumula pensamientos vengativos, espera decepciones y soporta la "poesía encantadora de madurar".

## Estilo

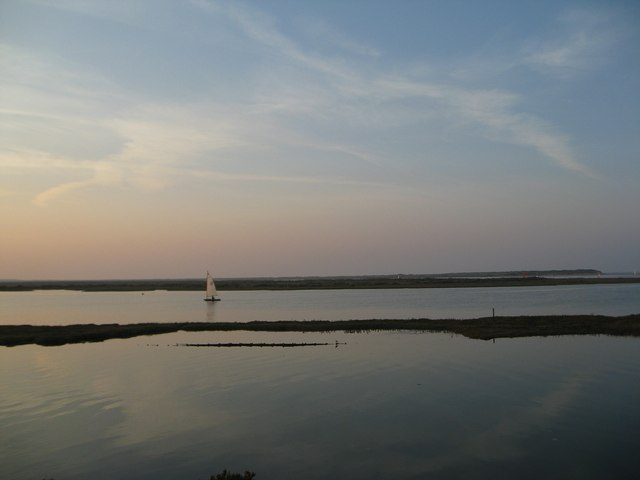
Un arroyo junto al mar al atardecer. Las imágenes idílicas de la historia son fundamentales para su estado de ánimo y estilo.

El recuerdo de Marnie es descrita como una obra de fantasía o "casi-fantasía". La novela utiliza el imaginario de la costa y el ambiente para controlar el estado de ánimo de la historia. La escritora británica Naomi Lewis comentó sobre los capítulos que lidian con la desaparición de Marnie, escribiendo que "el olor de la sal, el sonido de las olas, el pájaro que parece gritas "compadécete de mí!" parecen ligadas al placer y la pérdida [de Marnie]". El escenario también transmite el estado psicológico de Anna. Chau-Yee Lo escribió que "la salinidad de la brisa del mar, el silencio, el ritmo amable de la vida que permite la reflexión, confiriendo una sensación de llegar al confín más lejano del mundo, como expresión de una búsqueda del propio pasado.
Lewis describió la novela como "bellamente planificada, inolvidablemente escrita". Lewis alabó la mezcla de humor con el comportamiento "melancólico y cerrado" de Anna, así como la manera en la que la historia concluye satisfactoriamente, manteniendo la temática de la historia. Jean MacGibbon observó que ciertos hilos de la trama tomaron "más que un matiz de lo sobrenatural". MacGibbon describió la revelación sobre el pasado de Anna como un "clímax satisfactorio".
Elaine Moss la describió como una "fantasía extraordinariamente potente" y dijo que la resolución es "intensamente conmovedora". Claire Tomalin describó la novela como "excepcionalmente encantadora, con un final sentimentalmente satisfactorio". Madalynne Schoefeld alabó la "historia límpia y la fascinación de casi una casi-fantasía". Kirkus Reviews se cuestionó la plausibilidad de los eventos que llevan a que Anna descubra que Marnie es su abuela, describiéndolo como un "desenlace estrangulado", y en cambio consideró la reconciliación de Anna con su madre adoptiva como el aspecto más importante de la historia.

## Recepción
La novela recibió críticas generalmente positivas, siendo finalista para la medalla Carnegie en 1967. Recibió críticas de los medios The Times Literary Supplement, New Statesman,  The Spectator  y The Observer. Los análisis de la crítica desde los EE. UU. comenzaron en 1968 en School Library Journal y Kirkus Reviews. En el obituario de Robinson, The Daily Telegraph en 1988 relexionó sobre la novela que tenía "uno de los desenlaces más conmovedores y satisfactorios de la literatura infantil" y lo consideró un clásico moderno. La novela experimentó otra ola de popularidad cuando, en 2014, una adaptación animada por Studio Ghibli atrajo la atención de nuevo sobre la novela.

## Adaptaciones
En 1971, BBC1 adaptó la novela a la televisión para el programa de lecturas infantiles Jackanory. La actriz bitránica Ann Bell narraba la historia junto con grabación y fotografía en Burnham Overy. Esta serie duró cinco episodios de 15 minutos, desde el 8 al 12 de noviembre de 1971.
En 2006, BBC Radio 4 hizo otra adaptación a la radio, en un episodio de The Saturday Play; participaron Beaty Rubens, el director David Hunter, y las voces de Georgina Hagen (Anna) y Juliet Aaltonen (Marnie).
En 2014, Studio Ghibli adaptó la novela como una película de animación, ambientando la historia en Hokkaido. La película estuvo dirigida por Hiromasa Yonebayashi. El fundador de Studio Ghibli, Hayao Miyazaki, había recomendado previamente el libro.